# Константин Жостов
Константин Антонов Жостов е български офицер, генерал-майор от генералщабното ведомство, началник-щаб на Трета армия през Балканската война (1912 – 1913) и началник на Щаба на войската през Първата световна война (1915 – 1918).

## Биография
Константин Жостов е роден на 30 септември 1867 г. в неврокопското село Гайтаниново. През 1885 година Константин Жостов е ученик в Ломската гимназия, включва се като доброволец в Ученическия легион в Сръбско-българската война (1885) и с него участва в Пиротското сражение. След завършването на Ломската гимназия постъпва в артилерийския отдел на Военното на Негово Княжеско Височество училище, което завършва в 1887 година; на 27 април е произведен в чин подпоручик и назначен за командир на батарея от 3-ти артилерийски полк. На 18 май 1890 година е произведен в поручик, а на 2 август 1894 година – в капитан.
В 1889 година заминава за Виена, където следва офицерски генералщабен курс, а след това в 1897 година завършва Висшето артилерийско училище с право да служи в Генералния щаб. След завръщането си е назначен за командир на батарея от 3-ти артилерийски полк, а по-късно, през 1901 г., завежда крепостната артилерия към Артилерийската инспекция на Военното министерство. На 2 май 1902 година е произведен в чин майор. От 1905 г. е началник на строево-домакинската част в Артилерийската инспекция. През есента на 1905 година като майор от генералния щаб Жостов става първият военен аташе на България в столицата на велика сила – Виена. На 18 май 1906 година е произведен в чин подполковник. През април 1907 г. е приведен от артилерията в Генералния щаб. По-късно от ноември 1907 до 1909 година е военен аташе в руската столица Санкт Петербург и в Париж (от декември 1907). След завръщането си от Париж е в свитата на цар Фердинанд.
През февруари 1909 г. подполковник Жостов е назначен за началник-щаб на 8-а пехотна тунджанска дивизия, а през януари 1910 г. за командир на 3-ти артилерийски полк. На 4 септември 1910 г. е произведен в чин полковник, а от 14 март 1912 година полковник Жостов поема поста началник на Школата за запасни подпоручици. През юни 1912 година като пратеник на правителството участва в заседанието на Серския революционен окръг в родното му Гайтаниново, на което дейците на ВМОРО взимат решение активно да подкрепят българските части в задаващата се война.

### Балкански войни (1912 – 1913)
По време на Балканската война (1912 – 1913) е началник-щаб на Трета армия, която се отличава в Люлебургаско-Бунархисарската операция и в битките при Чаталджа. В сраженията при Люлебургаз и Чаталджа изпълнява длъжността началник на щаба на съединените 1-ва и 3-та армия. След примирието е военен съветник в делегацията, преговаряща в Лондон по подписването на Лондонския договор (1913). В Междусъюзническата война (1913) отново е началник-щаб на 3-та армия. След Букурещкия мирен договор (1913) е назначен за командир на 1-ва бригада от Седма Рилска дивизия. От 25 април 1915 година до края на август 1915 г. Константин Жостов е командир на 7-а пехотна рилска дивизия. На 15 август 1915 година е произведен в чин генерал-майор. На 15 септември 1915 г. е назначен за началник на Щаба на Действащата армия.

### Първа световна война (1915 – 1918)
През Първата световна война (1915 – 1918) е началник-щаб на армията и като такъв нерядко се противопоставя на исканията на съюзническото германско главно командване. Има големи заслуги в планирането и ръководството на бойните действия на българската армия в Сърбия и Македония през есента на 1915 г.
Генерал-майор Константин Жостов умира на 30 август 1916 г. в Кюстендил от възпален апендикс по време на Леринската операция на Първа армия. Последните му думи са „Падна ли Чеган?“
Погребан е в Централните софийски гробища.
В негова чест между 1941 и 1944 г., когато Скопие е в рамките на България, днешният скопски квартал Гьорче Петров носи името Жостово, а между 1934 и 1951 година село Долно Сингартия, днес Хаджидимово, също се нарича Жостово.

## Семейство
Бащата на Константин Жостов – Андон Жостов – е активен участник в борбите за църковна независимост. След Руско-турската война семейство Жостови се установява в София, където Андон Жостов става свещеник и приема името Антоний. Константин Жостов има братя – генерал-майор Димитър Жостов и полковник Спас Жостов. По линия на съпругата си Людмила е зет на Димитър Моллов и шурей на проф. Владимир Моллов и проф. д-р Васил Моллов. Има две дъщери.

## Памет
На генерал Жостов е наречена улица в кварталите „Триъгълника-Надежда“ и „Лев Толстой“ в София (Карта).

## Военни звания
- Подпоручик (27 април 1887)
- Поручик (18 май 1890)
- Капитан (2 август 1894)
- Майор (2 май 1902)
- Подполковник (18 май 1906)
- Полковник (4 септември 1910)
- Генерал-майор (15 август 1915)

## Награди
- Орден „За храброст“ III степен, 2-ри клас
- Орден „За храброст“ II степен (1916)
- Орден „Св. Александър“ II и III степен с мечове по средата
- Орден „За военна заслуга“ IV степен, V степен с корона
- Орден „За заслуга“
- Германски „Железен кръст“ за храброст, I степен
- Османски орден „Лиякат“ със звезда за военни заслуги, 18 декември 1915[11]

## Родословие
|  |  |                                 |                                 |                                 |                                 | Стойо Жостов                    | Стойо Жостов                    | Стойо Жостов | Стойо Жостов | Стойо Жостов                 | Стойо Жостов                 |                              |                              | Иванка Сарафова              | Иванка Сарафова              | Иванка Сарафова | Иванка Сарафова | Иванка Сарафова           | Иванка Сарафова           |                           |                           |                           |                           |  |  |  |  |  |  |  |  |  |  |  |  |  |  |  |  |
|  |  |                                 |                                 |                                 |                                 | Стойо Жостов                    | Стойо Жостов                    | Стойо Жостов | Стойо Жостов | Стойо Жостов                 | Стойо Жостов                 |                              |                              | Иванка Сарафова              | Иванка Сарафова              | Иванка Сарафова | Иванка Сарафова | Иванка Сарафова           | Иванка Сарафова           |                           |                           |                           |                           |  |  |  |  |  |  |  |  |  |  |  |  |  |  |  |  |
|  |  |                                 |                                 |                                 |                                 |                                 |                                 |              |              |                              |                              |                              |                              |                              |                              |                 |                 |                           |                           |                           |                           |                           |                           |  |  |  |  |  |  |  |  |  |  |  |  |  |  |  |  |
|  |  |                                 |                                 |                                 |                                 |                                 |                                 |              |              | Андон Жостов (1842 – 1903)   |                              |                              |                              |                              |                              |                 |                 |                           |                           |                           |                           |                           |                           |  |  |  |  |  |  |  |  |  |  |  |  |  |  |  |  |
|  |  |                                 |                                 |                                 |                                 |                                 |                                 |              |              |                              |                              |                              |                              |                              |                              |                 |                 |                           |                           |                           |                           |                           |                           |  |  |  |  |  |  |  |  |  |  |  |  |  |  |  |  |
|  |  |                                 |                                 |                                 |                                 |                                 |                                 |              |              |                              |                              |                              |                              |                              |                              |                 |                 |                           |                           |                           |                           |                           |                           |  |  |  |  |  |  |  |  |  |  |  |  |  |  |  |  |
|  |  | Константин Жостов (1867 – 1916) | Константин Жостов (1867 – 1916) | Константин Жостов (1867 – 1916) | Константин Жостов (1867 – 1916) | Константин Жостов (1867 – 1916) | Константин Жостов (1867 – 1916) |              |              | Димитър Жостов (1868 – 1935) | Димитър Жостов (1868 – 1935) | Димитър Жостов (1868 – 1935) | Димитър Жостов (1868 – 1935) | Димитър Жостов (1868 – 1935) | Димитър Жостов (1868 – 1935) |                 |                 | Спас Жостов (1881 – 1925) | Спас Жостов (1881 – 1925) | Спас Жостов (1881 – 1925) | Спас Жостов (1881 – 1925) | Спас Жостов (1881 – 1925) | Спас Жостов (1881 – 1925) |  |  |  |  |  |  |  |  |  |  |  |  |  |  |  |  |